# Vladimír Vavřínek
Vladimír Vavřínek (5. srpna 1930 Hradec Králové – 14. srpna 2024) byl český historik specializující se na byzantsko-slovanské vztahy.

## Život
V letech 1949 – 1953 vystudoval historii a klasickou filologii na filosofické fakultě Univerzity Karlovy. Od roku 1956 do roku 1959 působil jako vědecký aspirant v Historickém ústavu ČSAV; v téže instituci pak setrval jako vědecký pracovník oddělení středověkých dějin do roku 1966. V letech 1966 – 1969 pracoval jako vědecký pracovník v oddělení byzantologie Ústavu dějin východní Evropy ČSAV. Od roku 1970 až do roku 1992 byl vědeckým pracovníkem Kabinetu pro studia řecká, římská a latinská ČSAV. Mezi lety 1992 a 2007 působil ve Slovanském ústavu AV ČR, nejprve jako vedoucí vědecký pracovník (1992 – 1998), poté jako ředitel ústavu (1998 – 2007). Od roku 2007 je emeritním vědeckým pracovníkem tohoto ústavu. Archivováno 8. 2. 2020 na Wayback Machine.
Během života absolvoval řadu studijních pobytů v zahraničí, např. v USA, SRN, Velké Británii nebo Rakousku. Přednášel v mnoha zemích Evropy i severní Ameriky, mimo jiné i na Harvardu. Po roce 1989 získal řadu ocenění v České republice i v zahraničí; byl mj. nositelem Medaile Josefa Hlávky, kterou získal v roce 2006 za vědecké dílo v oboru byzantologie. V roce 2011 mu bulharská Universita Episkopa Konstantina Preslavského v Šumenu udělila akademickou hodnost doctor honoris causa (Dr.h.c.) za vědecký přínos k cyrilometodějským studiím. Archivováno 8. 2. 2020 na Wayback Machine.
Jako externí pedagog přednášel na Filosofické fakultě University Karlovy v Praze (1992 – 2005) a v Ústavu klasických studií Filozofické fakulty Masarykovy univerzity v Brně (1994 – 2011). V letech 1994 – 1998 pak pravidelně přednášel jako hostující profesor v oddělení středověkých studií Central European University v Budapešti. Archivováno 8. 2. 2020 na Wayback Machine.
Působil také v mnoha vědeckých radách a komisích. V letech 1991 – 1996 byl např. předsedou Českého balkanistického komitétu, v letech 1990 – 2010 také předsedou Českého národního byzantologického komitétu (ČNBK); v lednu 2011 byl zvolen doživotním čestným členem ČNBK. Celých 30 let (1970 – 2000) byl redaktorem (od roku 1990 vedoucím redaktorem) mezinárodního časopisu Byzantinoslavica Archivováno 12. 11. 2016 na Wayback Machine.. V roce 1990 byl zvolen čestným členem The Medieval Study Group of The London School of Slavonic and East European Studies. Archivováno 8. 2. 2020 na Wayback Machine.
Publikoval nejméně desítku monografií, převážně s byzantskou, cyrilometodějskou a velkomoravskou tematikou. Byl redaktorem mnoha konferenčních sborníků a autoem desítek článků a studií v odborných časopisech a sbornících i mnoha kapitol v odborných publikacích. Organizoval řadu mezinárodních konferencí a symposií. Archivováno 8. 2. 2020 na Wayback Machine.

## Ocenění
- 1995 – STEFANOS. Studia byzantina ac slavica Vladimíro Vavřínek ad annumsexagesimum quintum dedicata
- 2005 – Čestná medaile Univerzity Konstantina Preslavského v Šumenu (Bulharsko) za zásluhy v oboru byzantologie a cyrilometodějských studií
- 2006 – Oborová medaile Josefa Dobrovského udělená Akademickou radou AV ČR
- 2006 – Medaile Josefa Hlávky udělená Nadací Josefa, Zdenky a Marie Hlávkových za vědecké dílo v oboru byzantologie
- 2011 – Akademická hodnost doctor honoris causa udělená Universitou Episkopa Konstantina Preslavského v Šumenu (Bulharsko) za vědecký přínos k cyrilometodějským studiím
- 2012 – Čestné uznání ministra kultury Bulharské republiky za zásluhy o studium a propagaci bulharistiky
- 2013 – Stříbrná cyrilometodějská medaile udělená kardinálem Dominikem Dukou, arcibiskupem pražským a primasem českým za obětavou práci a osobní nasazení při přípravě oslav 1150. výročí příchodu sv. Cyrila a Metoděje na Velkou Moravu
- 2014 – Výroční cena Nakladatelství Vyšehrad udělená za dlouholetou spolupráci s přihlédnutím ke knize Cyril a Metoděj mezi Konstantinopolí a Římem

## Publikace
- Církevní misie v dějinách Velké Moravy. Praha : Lidová demokracie, 1963. 202 s.
- Staroslověnské životy Konstantina a Metoděje. Praha : ČSAV, 1963. 123 s.
- Alexandr Veliký. Praha : Svoboda, 1967. 267 s.
- Dějiny Byzance. Praha : Academia, 1992. ISBN 80-200-0454-8.
- Encyklopedie Byzance. Praha : Libri ; Slovanský ústav AV ČR, 2011. 550 s. ISBN 978-80-7277-485-2.
- Cyril a Metoděj mezi Konstantinopolí a Římem. Praha: Vyšehrad, 2013. ISBN 978-80-7429-344-3.